# Westminsterpalatset

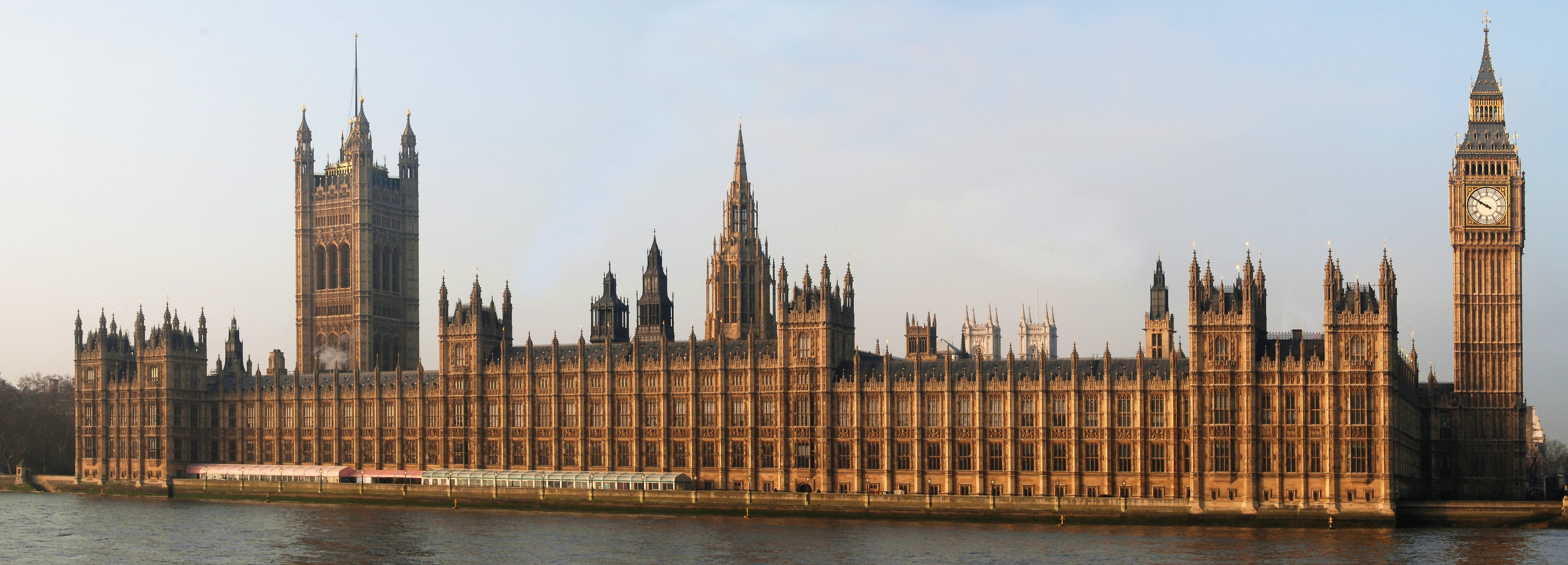
Westminsterpalatset västerifrån.

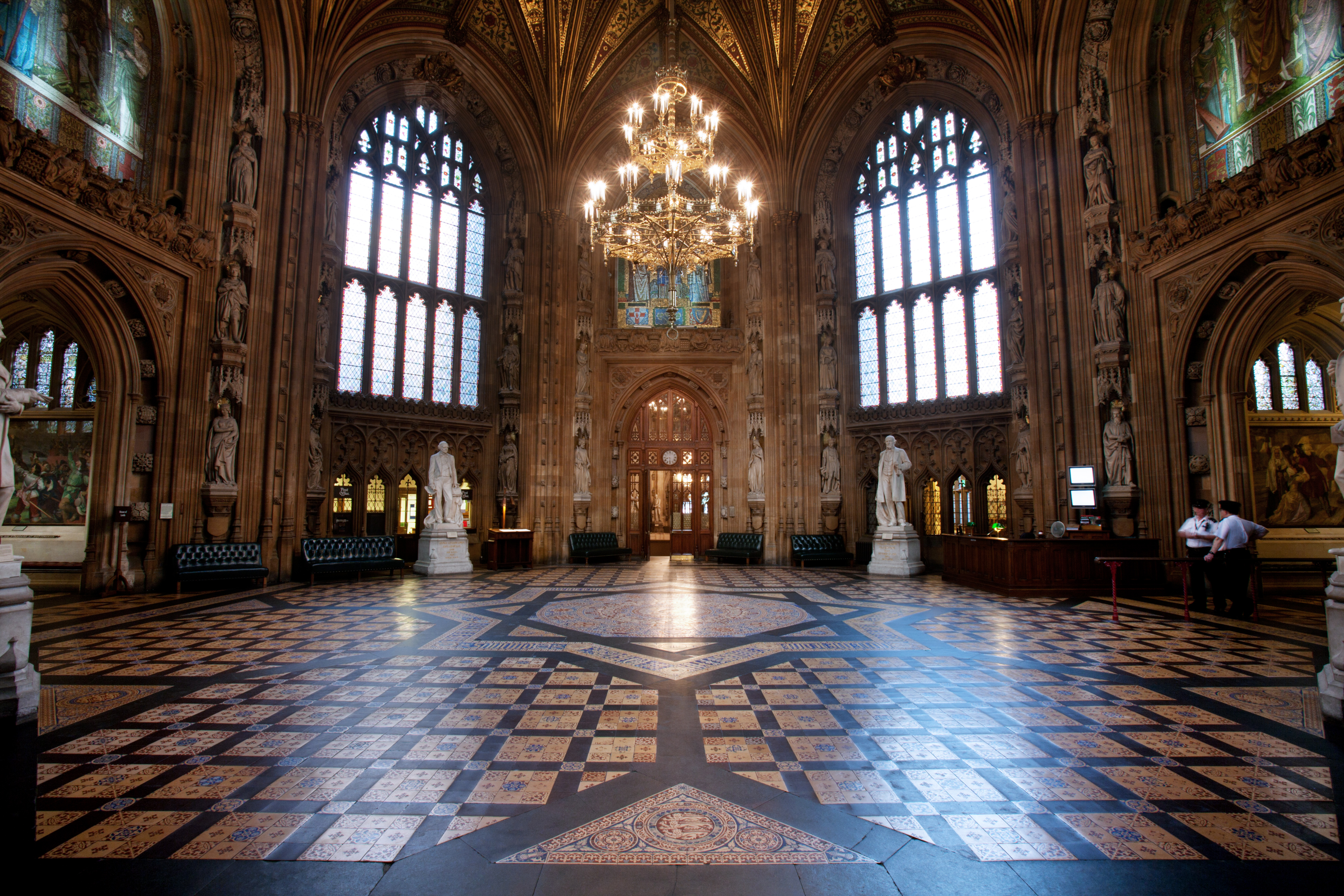
Central Lobby

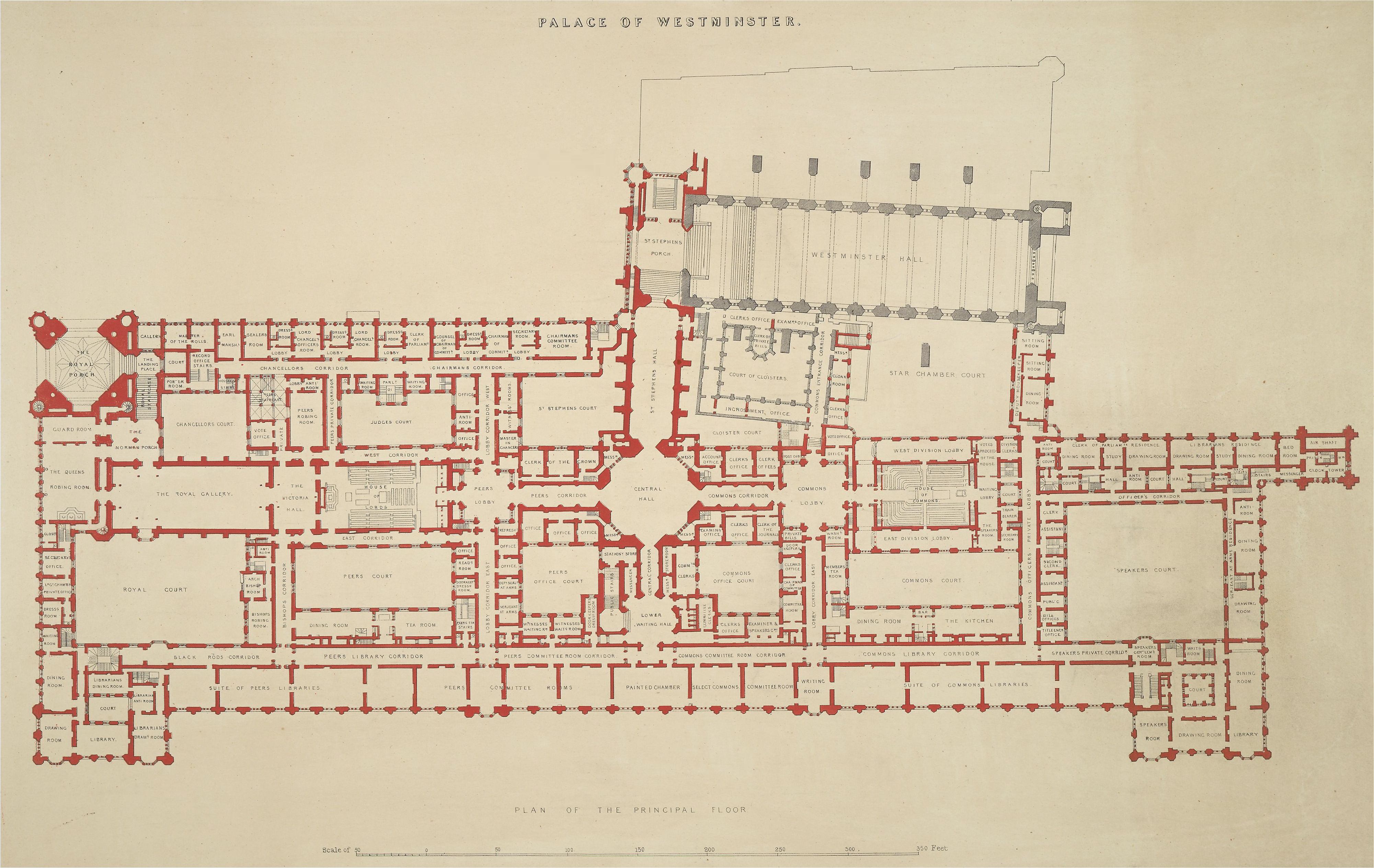
Plan över Westminsterpalatset (norr är till höger på planen). De medeltida delarna visas här i grått (främst Westminster Hall och Court of Cloisters väster därom), medan de övriga delarna byggda på 1800-talet är i rött

Westminsterpalatset (engelska: Palace of Westminster) är en byggnad i London där Storbritanniens parlament har sitt säte. Byggnaden uppfördes i etapper mellan 1840 och 1876 samt ersatte och kompletterade en brandskadad byggnad på samma plats.
Westminsterpalatsets har ett antal torn. Det inkluderar Victoria Tower i söder och Elizabeth Tower (där klockan Big Ben hänger) i norr.

## Historia

### Första palatset
Det första Westminsterpalatset uppfördes av Edvard Bekännaren i mitten av 1000-talet. Det utgjorde länge ett av de viktigaste kungliga residensen. Från 1200-talet sammankallades parlamenten dit av hovet. Byggnaden upphörde i praktiken att fungera som kungligt palats efter att en brand år 1512 hade förstört de kungliga bostadsdelarna av palatset, men det var fortsatt formellt ett kungligt palats, och fortsatte vara den byggnad där regenten sammankallade parlamenten. Därför utvecklades det med tiden till den brittiska parlamentsbyggnaden, då parlamentet med tiden blev permanent. 

### 1800- och 1900-talet
Den nuvarande byggnaden är belägen på Themsens västra strand, där det tidigare palatset brann ner den 16 oktober 1834. Westminsterpalatset skadades i maj 1941 då tyska bombningar förstörde underhusets lokaler. 1950 var de delarna återuppbyggda. I flera hundra år, fram till 1529, var Westminster kungligt residens, men efter en brand flyttade kungafamiljen delvis till Palace of Whitehall.
I anbudstävlingen om återuppbyggandet efter 1834 års brand segrade Charles Barry, som fick en duktig medarbetare i Augustus Welby Pugin. Palatset – förenat till en arkitektonisk helhet med den från elden räddade medeltidsbyggnaden Westminster Hall – började uppföras 1848. Innandömet var färdigt först 1868. Palatset upptar en yta av omkring 3,25 hektar, är 275 meter långt och 90 meter brett. Stilen är tidig engelsk nygotik som hämtat sin inspiration i en rik engelsk sengotik (perpendicular style, perpendikulärstil). Stilen utmärks bland annat av fyrkantiga ramar kring breda fönster under låga valvbågar samt av att murar och fönster är utsmyckade med lodrätt masverk. Den långsträckta fasaden med det ideliga upprepandet av samma motiv ger ett intryck av torrhet. Helhetsintrycket livas likväl i hög grad av de tre något asymmetriskt placerade tre stora tornen av olika form. Dessa är:
1. Central Tower, mittornet, som är ett 91,4 meter högt åttkantigt torn med en murad och spetsig tornspira,[2]
2. det smala fyrkantiga klocktornet Elizabeth Tower med Big Ben i norr och som är 96,3 meter högt,[2][3] samt
3. det stora och breda fyrkantiga Viktoriatornet (Victoria Tower) i sydväst, 98,5 meter högt och byggnadens högsta torn.[4]

Detta jämte en rad småtorn över korridorer på innergårdar och ut mot Themsen med mera, samt strävpelare etc. som likaledes inte är helt symmetriskt placerade. Byggnadens material är dolomit från Yorkshire.

## Utformning
Vid sitt färdigställande var Viktoriatornet världens högsta profana byggnad och också i många år världens högsta fyrkantiga stentorn. Tornet är namngivet efter drottning Viktoria, som var landets regerande monark när byggnaden färdigställdes. Ovanför salarna underst i detta torn befinner sig i tornets övre delar parlamentets arkiv, bland annat med skrivna lagar eller statuter (statute law), i så kallade aktstycken (Acts of Parliament) på pergament från medeltiden fram till modern tid.
De förnämsta rummen är överhusets och underhusets kamrar. I byggnadens mitt ligger den åttkantiga salen Central Lobby, centrallobbyn, vilken är 18 meter i diameter och 23 meter hög. Över denna sal reser sig det tidigare nämnda åttkantiga mittornet i byggnadens centrum och det innehåller skorstenar från byggnadens ventilationssystem som skapades redan under byggnadstiden. Också i salen finns mosaiker av Storbritanniens fyra skyddspatron; Sankt Göran för England, Sankt Andreas för Skottland, Sankt David för Wales och Sankt Patrik för Nordirland. Centrallobbyn står genom korridorer mot norr och söder i förbindelse med bägge kamrarna och deras förrum, som kallas Members' Lobby framför underhusets sammanträdessal och Peers' Lobby framför överhusets (peer är här en synonym för lord). Underhuset ligger norrut i närheten av klocktornet med Big Ben. Överhuset ligger söderut i närheten av det stora och höga Viktoriatornet.
Huvudingången in till byggnaden och allmänhetens ingång ligger öster om mittornet och centrallobbyn vid Old Palace Yard som är torget framför byggnaden och som också ligger vid koret som hör till Westminster Abbey. Den ingången kallas Saint Stephen’s Entrance mellan två åttkantiga torn och leder in till salen Saint Stephen’s Porch som är tillbyggt bredvid det medeltida Westminster Hall (se nedan). Dit leder en trappa från salen till vänster efter ingången. Saint Stephen’s Porch är ett förrum till salen Saint Stephen’s Hall som åt väster leder vidare in till centrallobbyn.
Saint Stephen’s Hall står på platsen för palatsets ursprungligen medeltida kungliga slottskapell helgat åt Sankt Stefan, Saint Stephen's Chapel. Detta slottskapell som stod i en rät vinkel gentemot Westminster Hall och vette mot en trädgård vid Themsen i väster användes från 1547 fram till branden 1834 som samlingslokal för underhuset, senare ombyggt med invändiga träpaneler. De första parlamentsmötena i Westminster ägde rum 1295. Under det tidigare slottskapellet ligger en delvis från före branden bevarad medeltida krypta, som kallas för Saint Mary Undercroft. Där får stora statsmän äran att ligga på lit de parade i samband med sin begravning. Vid Themsen i byggnadens nordvästligaste del, nordväst om centrallobbyn och underhusets sammanträdeslokal, ligger även underhusets talmans tjänstebostad, Speaker's House. En sådan tjänstebostad fanns även före branden 1834 med samma namn och stod ungefär på samma ställe (fast lite längre söderut).

### Ingångar med mera
Det finns flera särskilt benämnda portingångar in till byggnaden, med följande benämningar:
1. Members' Entrance för underhusets parlamentsledamöter norr om Westminster Hall i närheten av klocktornet med Big Ben.
2. det tidigare nämnda Saint Stephen's Entrance, allmänhetens ingång (public entrance), söder om och sammanbyggt med Westminster Hall. Ingången leder via två salar in till centrallobbyn i mitten av byggnaden.
3. Peers' Entrance ytterligare en bit söderut på fasaden, söder om Westminster Hall.
4. Sovereign's Entrance i öppna valv under Viktoriatornet, dit monarken anländer med en paradvagn under valvet vid parlamentets öppnande, State Opening of Parliament.[4] Därifrån leder två trappor upp till salarna söder om överhusets kammare. Motsvarigheter till denna ingång och till salarna fanns även före branden 1834 i de tidigare byggnaderna.

Där uppe finns bland annat en avlång paradsal Royal Gallery, samt monarkens omklädningskammare, Robing Room, med en tronstol för monarken. Den senare användes som överhusets kammare under andra världskriget, medan deras egen kammare användes av underhuset efter att underhusets kammare hade bombats under blitzen. Vid parlamentets öppnande går monarken från Robing Room via Royal Gallery och ytterligare ett rum in till tronstolen i överhusets kammare för att där läsa trontalet.

## Westminster Hall

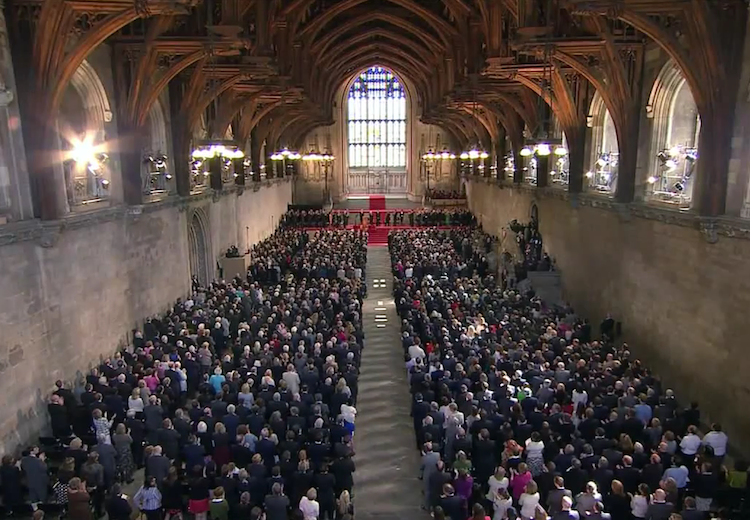
Westminster Hall.

Westminster Hall är den äldsta delen i Westminsterpalatset. Det är en 88 meter lång och 21 meter bred sal påbörjad 1097 av Vilhelm Rufus och helt ombyggd 1397–1399 av Rikard II då taket med sin ståtliga bjälktakskonstruktion i gotik byggdes.
Salen byggdes ursprungligen för att användas som en plats för fester och underhållning, men på grund av sin storlek kom den också att användas till mycket annat. Bland annat användes det till större möten och däribland av the Royal Council of bishops, nobles and ministers. Denna grupp, som senare kom att bli känt som parlamentet, var en förlaga till det som idag är landets överhus.
Det var också här som det första riktiga engelska parlamentet, som innehöll folkvalda deltagare, höll sitt möte, sammankallat av Simon de Montfort år 1265.

## Världsarv
Westminsterpalatset, tillsammans med Westminster Abbey och Saint Margaret's Church, upptogs 1987 på Unescos världsarvslista.